# Шенон Ли
Шенон Емери Ли (енгл. Shannon Emery Lee; традиционални кинески 李香凝; упрошћен кинески 李香凝) је кинеско-америчка глумица, рођена 19. априла 1969. године, у Лос Анђелесу. Ћерка је глумца Бруса Лија и Линде Ли Калдвел, као и сестра глумца Брендона Лија.